# Mycosphaerella punctiformis
Mycosphaerella punctiformis är en svampart som först beskrevs av Christiaan Hendrik Persoon, och fick sitt nu gällande namn av Karl Starbäck 1889. Mycosphaerella punctiformis ingår i släktet Mycosphaerella och familjen Mycosphaerellaceae.  Arten är reproducerande i Sverige. Inga underarter finns listade i Catalogue of Life.